# Manuel Göttsching
Manuel Göttsching (Berlino, 9 settembre 1952 – Berlino, 4 dicembre 2022) è stato un chitarrista e compositore tedesco.
Pioniere della musica elettronica e importante chitarrista del genere krautrock, Göttsching ha influenzato decine di artisti nella scena ambient e house.

## Biografia
Göttsching fondò nel 1970 il gruppo Ash Ra Tempel assieme all'ex Tangerine Dream Klaus Schulze e al compagno di scuola Hartmut Enke. Schulze abbandonerà la formazione dopo un solo album per intraprendere la carriera solista.
Nel 1973 Göttsching registrò Tarot con il pittore Walter Wegmüller. Due anni dopo pubblicò il suo album di debutto Inventions for Electric Guitar, ben accolto dalla critica e considerato un punto di riferimento del genere krautrock. Partecipò anche al progetto Richard Wahnfried di Klaus Schulze, come conferma il disco Tonwelle del 1981. Il suo album solista del 1984 E2-E4, anticipa la techno ed è considerato seminale nello sviluppo della musica house. Nel 1989 gli italiani Sueño Latino realizzarono un brano omonimo sfruttando un campionamento tratto dall'album di Göttsching e parti vocali femminili. Collaborò con Michael Hoenig su Early Weather del 1995.  Die Mulde, registrato nel 1997 durante un'installazione nei pressi del fiume Mulde, uscirà soltanto nel 2005. Joaquin Joe Claussell Meets Manuel Göttsching, uscito nel 2006, raccoglie brani di Manuel Göttsching e gli Ashra mixati dal DJ statunitense Joe Claussell.
Degna di nota è anche l'attività concertistica. La musica del Concert for Murnau, registrato dal vivo nel 2003, divenne la colonna sonora di una riedizione del film Il castello di Vogelod di Friedrich Wilhelm Murnau. Live at Mt. Fuji (2007) venne registrato in un concerto dal vivo in Giappone nell'aprile 2006. E2-E4 Live In Japan (2009) venne registrato in un concerto dal vivo in Giappone nell'agosto 2006. Live In Melbourne documenta un'esibizione dal vivo avvenuta nel 2015 a Melbourne con Göttsching e altri musicisti.
Göttsching morì nel 2022 all'età di settant'anni. di Covid Sars 2.

## Discografia

### Da solista

#### Album in studio
- 1975 - Inventions for Electric Guitar
- 1984 - E2-E4
- 1991 - Dream & Desire
- 2005 - Die Mulde

#### Album dal vivo
- 2005 - Concert for Murnau
- 2009 - E2-E4 Live In Japan
- 2007 - Live at Mt. Fuji
- 2017 -  Live in Melbourne